# Фюрер
Фюрер (на немски: Führer, в превод: вожд, водач, лидер) е името на партийната титла „ръководител“ на Националсоциалистическата германска работническа партия.
Използвана е от Адолф Хитлер по време на неговото управление в Германия. Неофициално, тази титла може да бъде приписана на различни тоталитарни диктатори.

## История
Длъжността „Фюрер“ е приета от Хитлер на 9 август 1934 г. след смъртта на Райхспрезидента на Ваймарската република Паул фон Хинденбург. Според закона, новият пост на Фюрера обединява длъжностите на райхспрезидента и райхсканцлера, което прави Адолф Хитлер единствен ръководител на Германия. Принципът „Führerprinzip“ е широко пропагандиран от нацистката партия, един от най-известните лозунги е „Един народ, една империя, един лидер“ (Ein Volk, ein Reich, ein Führer).

### В ГДР
До средата на 1950-те години, в ГДР се използва и за Йосиф Сталин.